# تیم اضطراری (فیلم ۱۹۷۴)
تیم اضطراری (ایتالیایی: Squadra volante) یک فیلم است که در سال ۱۹۷۴ منتشر شد. از بازیگران آن می‌توان به توماس میلیان اشاره کرد.